# 察哈尔学会
察哈尔学会(Charhar Institute)是中国的一个民间智库组织，成立于2009年10月23日，创始会长为韩方明，张国斌担任学会秘书长。总部位于河北省尚义县察哈尔牧场，目前在北京、上海、拉萨、香港、韩国首尔、毛里求斯路易港均设有办公室。察哈尔学会专注于公共外交、和平研究与和解实践，特别是在朝鲜半岛事务、宗教外交、人权与涉藏外交等领域。目前，察哈尔学会的活动主要分布在三个层次：以公共外交与国家形象为基础，以外交与国际关系为核心内容，以国家大战略为最终形态。
研究的题材主要有公共外交及和平学。学会包括两个主要团队，其一为国际咨询委员会，包括一些前外交官和政要、以及部分外国国际关系学者；其二为高级研究员和研究员团队。代表人物有沙祖康、周文重、奥卢塞贡·奥巴桑乔、柯银斌等。
学会创办有《公共外交季刊》，自2010年开始与南方报业传媒集团共同举办察哈尔公共外交年会。截止2016年，共举办“一带一路百人论坛”为主题的察哈尔圆桌会议9次，近200人参加。举办察哈尔大讲堂专题讲座13次，约1500人参加。发表过《“共同现代化”：“一带一路”倡议的本质特征》研究报告。2016年1月入选宾夕法尼亚大学评选的《全球智库报告2015》中的四个排行榜。

美国國務院副助理国务卿華自強于2023年3月25日应邀访问察哈尔学会，并与会长韩方明等专家学者举行闭门午餐会，就中美关系和地区局势交换了意见。 